# إم 6
إم 6 (بالفرنسية : M6) وتعرف ب(تلفزيون متروبول : Métropole Television) وهي قناة تلفزية فرنسية عامة ومجموعة القنوات يقع مقرها في فرنسا وتأسست في 1 مارس 1987 وهي تنتمي لمجموعة M6.